# Polocrosse

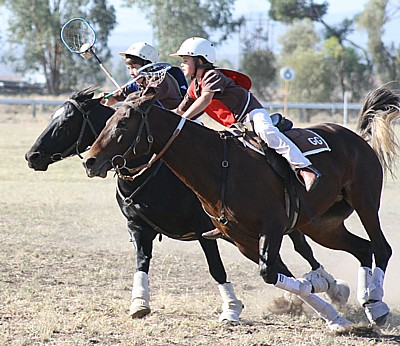
Jóvenes jugando polocrosse en Australia.

El Polocrosse es un deporte ecuestre y tal como dice su nombre es una mezcla entre el polo y el lacrosse. Se juega con dos equipos de seis jugadores por lado y el objetivo es marcar goles.

## Historia
El juego se originó en Australia antes de iniciar la II Guerra Mundial, al término de esta el juego había crecido en popularidad. Sin embargo solo se practicaba en Australia y después de ciertos años se extendió a Rodesia, Nueva Zelanda, Zimbabue, América, Papua Nueva Guinea, Sudáfrica y Europa. En 1989 se funda la Asociación de Polocrosse UK.

## El juego
Un equipo consta de seis jugadores por lado. A su vez un equipo está subdividido en dos tandas de tres jugadores. Las dos tandas juegan chukkas (tiempos) alternativas para que haya tres jugando y otros tres descansando.
Puede haber 2, 4, 6 u 8 chukkas durante un partido. Los torneos se pueden jugar con una sola tanda, esto es, con solo tres jugadores, y en ese caso solamente hay un chukka. De esta manera se podrá formar una liga.
Los jugadores de cada tanda están numerados del 1 al 3, y deben llevar camisetas que indiquen el número.
El número 1 es el que ataca, es el único jugador que puede marcar goles y además es el único jugador permitido dentro del área de gol. El número 2 solamente puede jugar en el área central, entre las dos líneas de áreas. El número 3 es el defensa, el cual juega en el área de su equipo.
Cada jugador está montado sobre un caballo y portan un palo hecho de caña, como el de polo, pero sujeto a una red para llevar la pelota. El palo mide aproximadamente un metro, pero no hay ninguna normativa en cuanto a su longitud.
La pelota está hecha de goma espuma, aproximadamente con 10 centímetros de diámetro, y pesa alrededor de 142 gramos.

### El campo
El campo donde se juega este deporte es una superficie plana 146,5 metros de largo y 55 metros de ancho. Los arcos miden 2,5 metros de ancho.
El área está ubicada a 27,5 metros del arco y solamente en ese lugar se pueden hacer los goles.

### Desarrollo de un partido
Para iniciar un partido el árbitro lanza la pelota hacia arriba y los jugadores la tienen que agarrar en el aire o en el suelo. Un jugador no puede pasar la línea del área con la pelota dentro de la red, debe lanzarla al suelo o a uno de sus compañeros. La red no se puede cambiar de mano. 
No se puede llevar el palo cruzado sobre el caballo, a menos que sea para coger la pelota al vuelo, pero una vez cogida deberá llevar el palo inmediatamente al lado correcto.
Si se golpea el palo del contrincante, solamente será válido si se hace en dirección ascendente. Si se golpea en dirección descendente, se pone en peligro las patas del poni. No está permitido pararse sobre la pelota ni golpear al enemigo. No se puede acorralar a un jugador entre dos ya que puede resultar muy peligroso.
Los caballos utilizados para este deporte no son muy altos ya que le costaría más a un jugador agacharse a recoger la pelota. Por lo general se ocupan caballos tipo poni.

### Duración
El tiempo de cada chukka es de 8 minutos, y hay un espacio de 2 minutos entre cada uno.